# Marta Dydek
Marta Krystyna Dydek (ur. 11 marca 1982 w Ząbkach) – polska koszykarka, najmłodsza siostra Małgorzaty i Katarzyny Dydek, komentatorka sportowa.

## Osiągnięcia
Na podstawie, o ile nie zaznaczono inaczej.
Reprezentacja
- Brązowa medalistka mistrzostw Europy U–18 (2000)
- Uczestniczka mistrzostw:
  - świata U–19 (2001 – 10. miejsce)
  - mistrzostw Europy U–16 (1997 – 9. miejsce)